# Суперкубок Туреччини з футболу
Суперку́бок Туре́ччини з футбо́лу — одноматчевий турнір, у якому грають володар кубка Туреччини та чемпіон попереднього сезону. У випадку, якщо кубок і чемпіонат виграла одна команда, то в суперкубку грають перша та друга команди чемпіонату.

## Переможці та фіналісти
| Клуб                | Перемоги | Фінали | Переможні роки                                                                                       |
| ------------------- | -------- | ------ | --- |
| Галатасарай         | 17       | 11     | 1966, 1969, 1972, 1982, 1987, 1988, 1991, 1993, 1996, 1997, 2008, 2012, 2013, 2015, 2016, 2019, 2023 |
| Бешикташ            | 10       | 12     | 1967, 1974, 1986, 1989, 1992, 1994, 1998, 2006, 2021, 2024                                           |
| Трабзонспор         | 10       | 3      | 1976, 1977, 1978, 1979, 1980, 1983, 1995, 2010, 2020, 2022                                           |
| Фенербахче          | 9        | 10     | 1968, 1973, 1975, 1984, 1985, 1990, 2007, 2009, 2014                                                 |
| Гезтепе             | 1        | 1      | 1970                                                                                                 |
| Анкарагюджю         | 1        | 1      | 1981                                                                                                 |
| Акхісар Беледієспор | 1        | 1      | 2018                                                                                                 |
| Ескішехірспор       | 1        | 0      | 1971                                                                                                 |
| Коньяспор           | 1        | 0      | 2017                                                                                                 |
| Бурсаспор           | 0        | 3      | |
| Алтай               | 0        | 2      | |
| Генчлербірлігі      | 0        | 1      | |
| Коджаеліспор        | 0        | 1      | |
| Бурсаспор           | 0        | 3      | |
| Сакар'яспор         | 0        | 1      | |
| Кайсеріспор         | 0        | 1      | |
| Істанбул Башакшехір | 0        | 1      | |
| Антальяспор         | 0        | 1      | |
| Сівасспор           | 0        | 1      | |